# Franziska Breite
Franziska Breite (* 17. Juli 1987 in Naumburg/Saale) ist eine deutsche Film-, Fernseh- und Theaterschauspielerin.

## Leben
Schon während der Schulzeit nahm sie Gitarrenunterricht (klassische, Western- und E-Gitarre) und begleitete die Instrumentalgruppe der Schule bei Auftritten. In einer Hip-Hop- und Modern-Dance-Gruppe sammelte sie erste Erfahrungen auf öffentlichen Bühnen, wo sie später die Leidenschaft zur Schauspielerei entdeckte.
Von 2010 bis 2013 absolvierte sie erfolgreich ihre Schauspielausbildung an der Reduta Berlin mit der Bühnenreife für Film und Bühne. Anschließend wirkte sie bei mehreren Fernsehproduktionen wie Spiegel-Affäre (ARD), George (ARD, Arte), Die kleine Meerjungfrau (ZDF), Bornholmer Straße (Sat.1), Die Rosenheim-Cops (ZDF), SOKO Leipzig, Tatort Hannover, wie auch bei verschiedenen Theaterprojekten mit.
Franziska Breite wohnt in Berlin.

## Filmografie (Auswahl)
- 2012: George (Fernsehfilm)
- 2013: Bornholmer Straße (Fernsehfilm, Nebenrolle)
- 2013: Die kleine Meerjungfrau (Fernsehfilm)
- 2013: Die Spiegel-Affäre (Fernsehfilm)
- 2014: Die Rosenheim-Cops (Fernsehserie, Folge Tod am Schlagbaum)
- 2014: Helden der Hauptstadt (Webserie)
- 2015: Blind & Hässlich (Spielfilm)
- 2015: Zoey & Ben (Kurzfilm)
- 2015: SOKO Leipzig (Fernsehserie, Folge Töchter und Söhne)
- 2015: Die Rosenheim-Cops – Der Letzte macht das Licht aus
- 2015: Tatort (Fernsehserie, Folge 1000 Taxi nach Leipzig)
- 2017: Blind & Hässlich
- 2018–2019: Alles oder nichts (Fernsehserie)
- 2020: Familie Dr. Kleist (Fernsehserie, Folge 128)

## Theater (Auswahl)
- 2015: Thüringer Kloß Theater: Liebe auf den ersten Kloß